# Abbazia di Warden
L'abbazia di Warden o abbazia di Wardon, sita nel Bedfordshire, era una delle più antiche case cistercensi dell'Inghilterra, fondata verso il 1135 dall'Abbazia di Rievaulx.
Questo edificio è un monumento classificato di livello I (Grade I Listed Building) per il suo grande interesse storico-architettonico.

## Storia
Il patrono dell'abbazia fu Walter Espec, che fondò anche la casa madre e stabilì la nuova comunità su una delle proprietà da lui ereditate, proprietà per lui improduttive, come si può desumere dal primo nome dell'Abbazia, St Mary de Sartis, cioè proprio la tipologia di sito remoto e disabitato specificato dai fondatori dell'ordine cistercense.
Il primo Abate, Simon, fu un discepolo di Aeldred, Abate di Rievaulx. 
Il successo dell'Abbazia può essere desunto dalla fondazione di una casa figlia, l'Abbazia di Sibton (Sibton Abbey), nel Suffolk, già verso il 1150.
Il villaggio di Old Warden, nel Bedfordshire, crebbe sotto la protezione dell'Abbazia. La grande ricchezza accumulata dai cistercensi permise la ricostruzione dell'Abbazia di Warden in grande scala al principio del XIV secolo, con una pavimentazione complessa in piastrelle a disegno di tappeti e vignette pittoriche raggruppate assieme ad assomigliare a un mosaico in scala ampiamente ingrandita.
La doratura dei dettagli scolpiti fu posta così generosamente che, nel 1848, dopo la demolizione e il seppellimento, i frammenti recuperati hanno mantenuto la loro luminosità.
Verso il 1252, i monaci possedevano più terra coltivata di quanta ne potessero lavorare solo con il loro lavoro se compiuto nella maniera iniziale cistercense; in quell'anno si registrarono diciannove grange.
Dai frutteti di Warden giunse la pera Warden, valutata come la migliore fra le pere inglesi, e così distintiva che una torta fatta con esse era una "torta Warden": "I must have Saffron to colour the Warden Pies" (Devo avere zafferano per colorare le torte Warden) (Shakespeare, The Winter's Tale iv.3). 
Nei volumi Two Fifteenth-Century Cookery-Books, redatte a cura di Thomas Austin per la Early English Text Society tra il 1430 e il 1450 (Original Series, Volume 91), si fornisce una ricetta (p. 51) delle Quyncis or Wardouns in past (Le mele cotogne o le pere Wardoun in pasta).
La fine del XIV secolo fu un periodo di ridimensionamento e declino, a seguito della peste. L'Abbazia di Warden fu sciolta sotto Re Enrico VIII e il possedimento fu venduto per GBP 389 16s 6d. 
Il nuovo proprietario demolì la maggior parte degli edifici nel 1552 per venderne i materiali e poi costruire una nuova magione di mattoni rossi, che recava il nome di Warden Abbey House. 
Successivamente, nel 1790, la parte restante di questa casa tudoriana fu demolita dai suoi proprietari, i Whitbreads della vicina Southill, lasciando solo un'ala a nord est, che è tuttora in piedi.
Il Landmark Trust salvò l'edificio dall'abbandono nel 1974 e lo rinnovò in cambio di un lungo affitto; è ora possibile affittarlo per le vacanze.

## Galleria fotografica di piastrelle dell'Abbazia di Warden in mostra presso il Bedford Museum

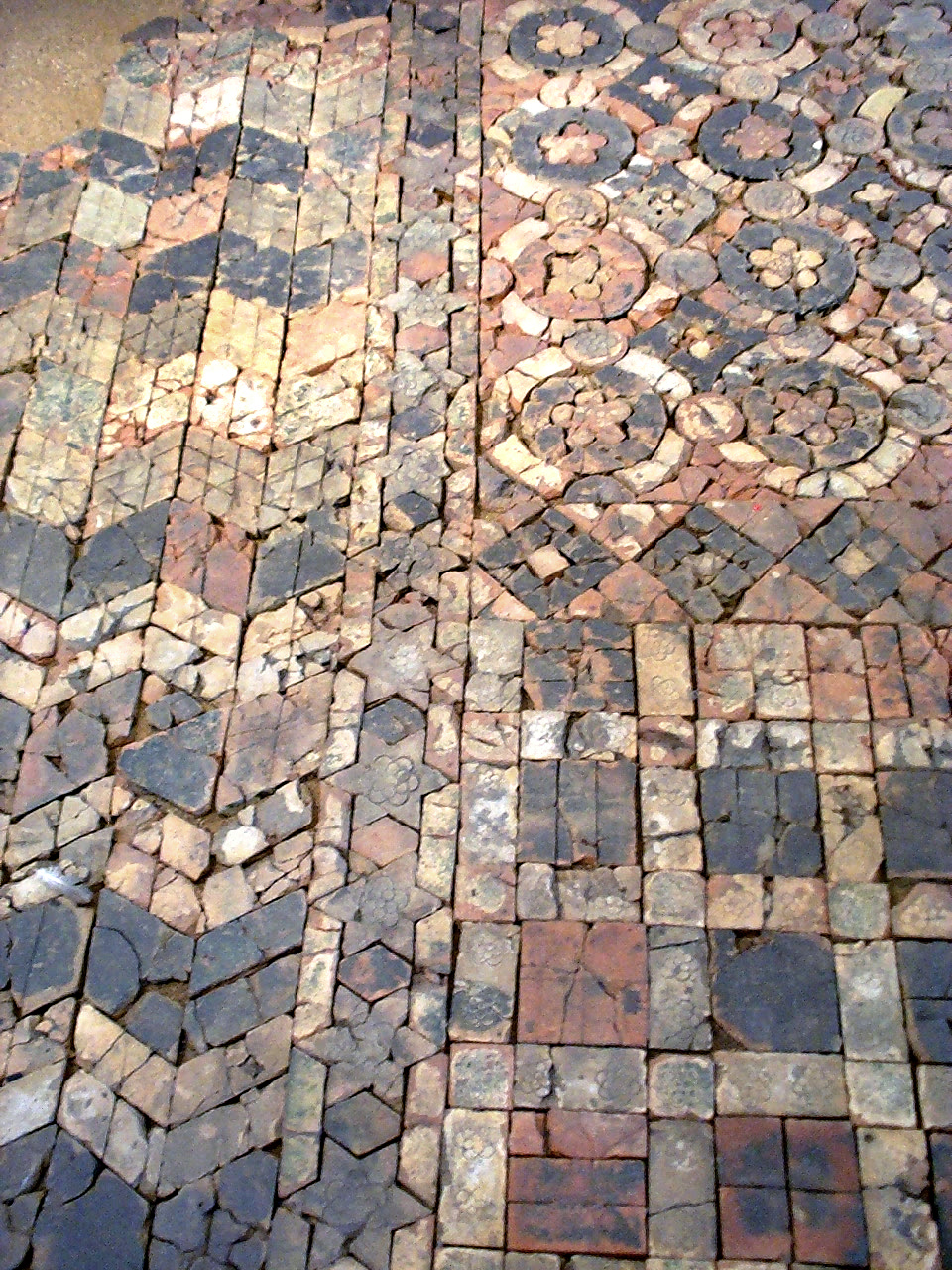
Pavimentazione in piastrelle ricostruita.
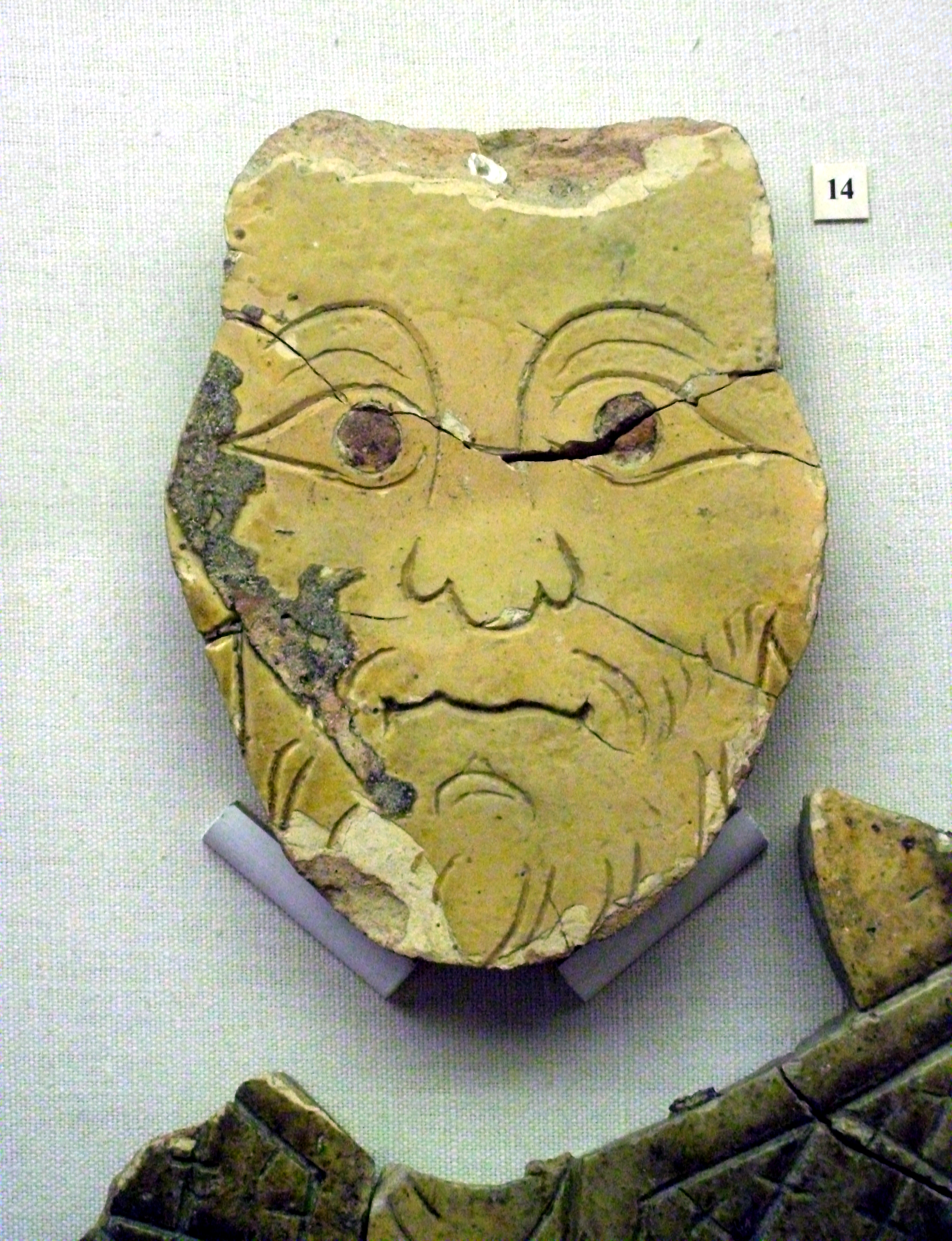
Fase di piastrelle da una figura della dimensione della vita.
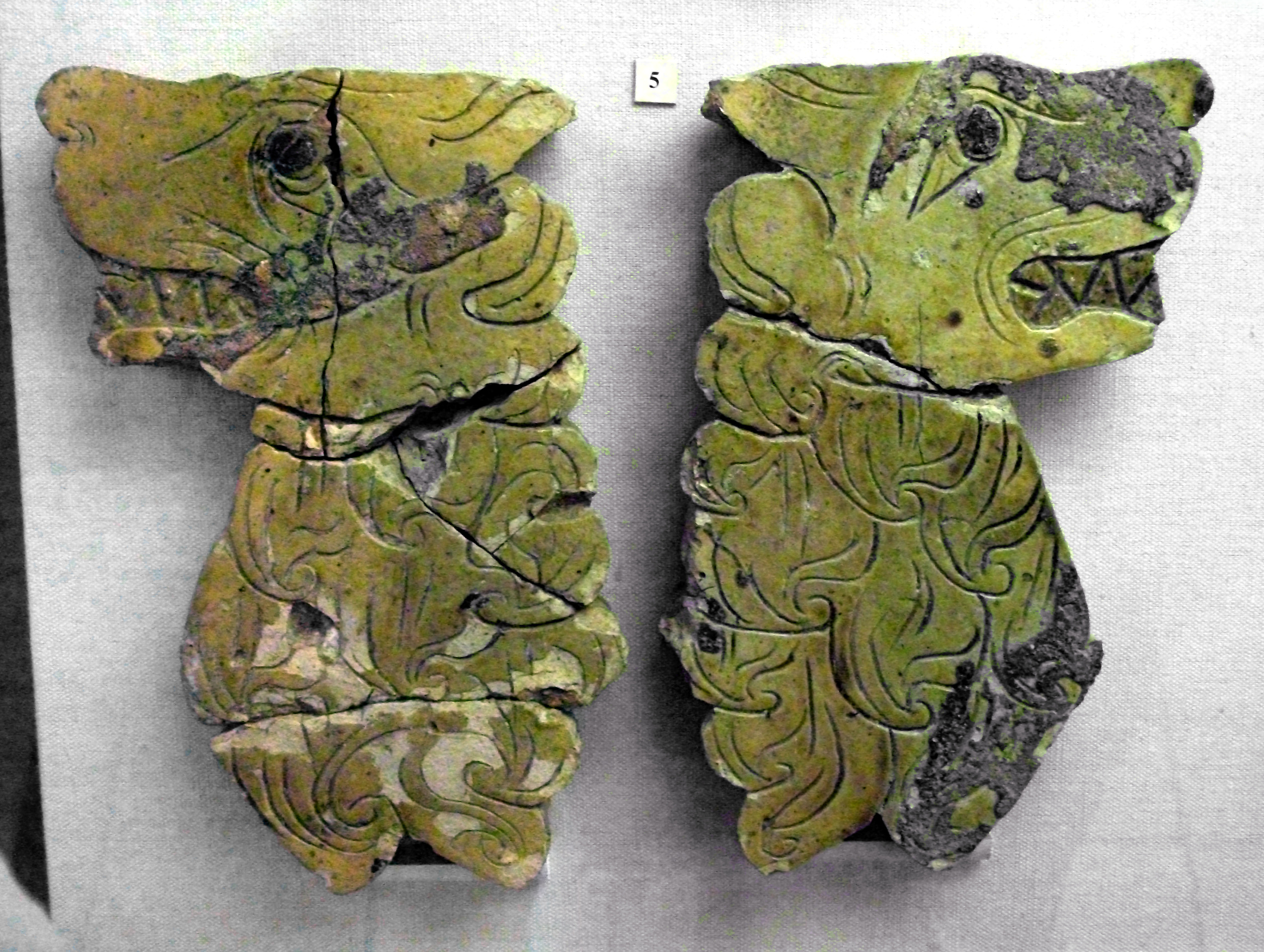
Due leoni.
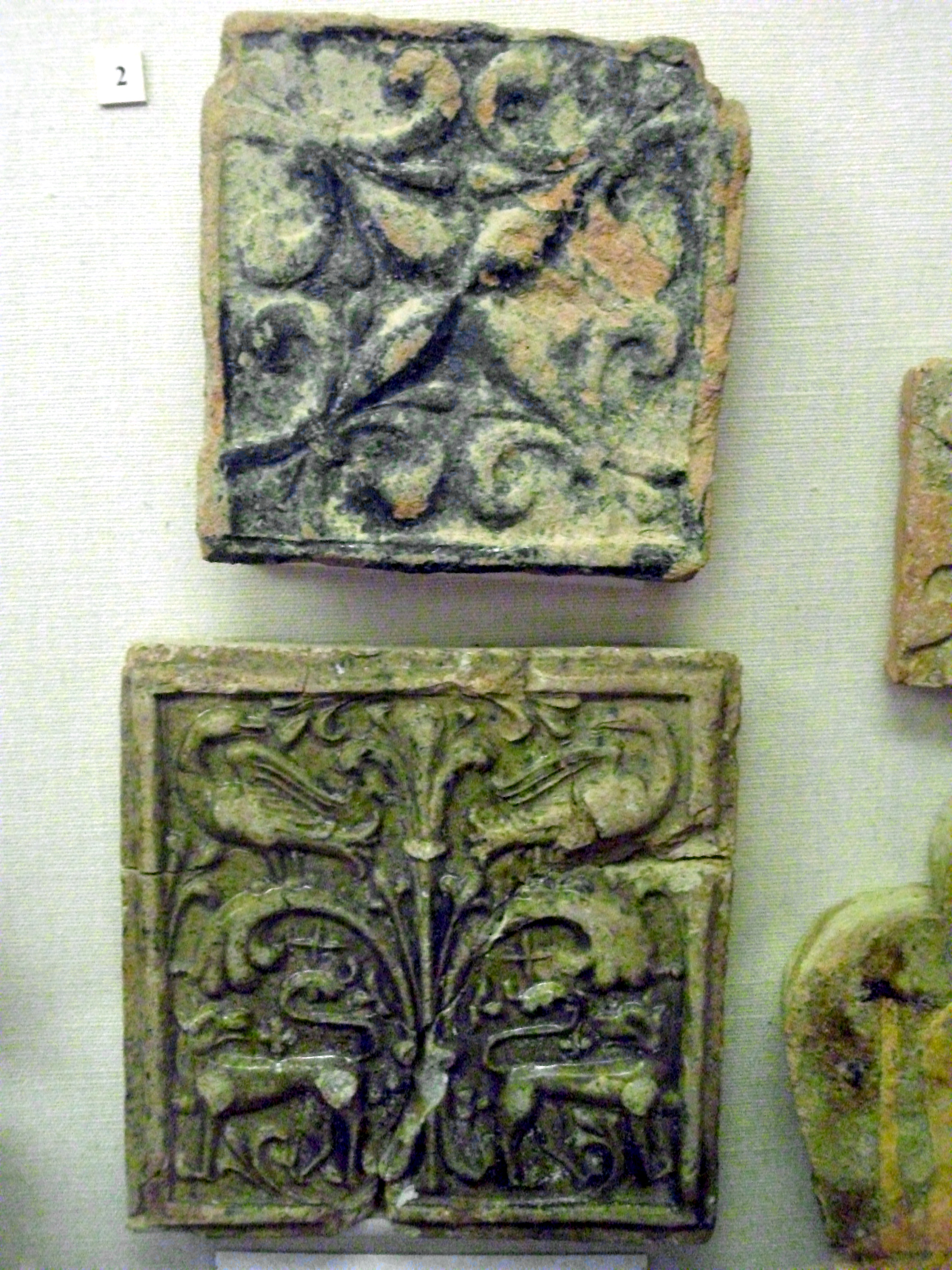
Piastrella decorate.
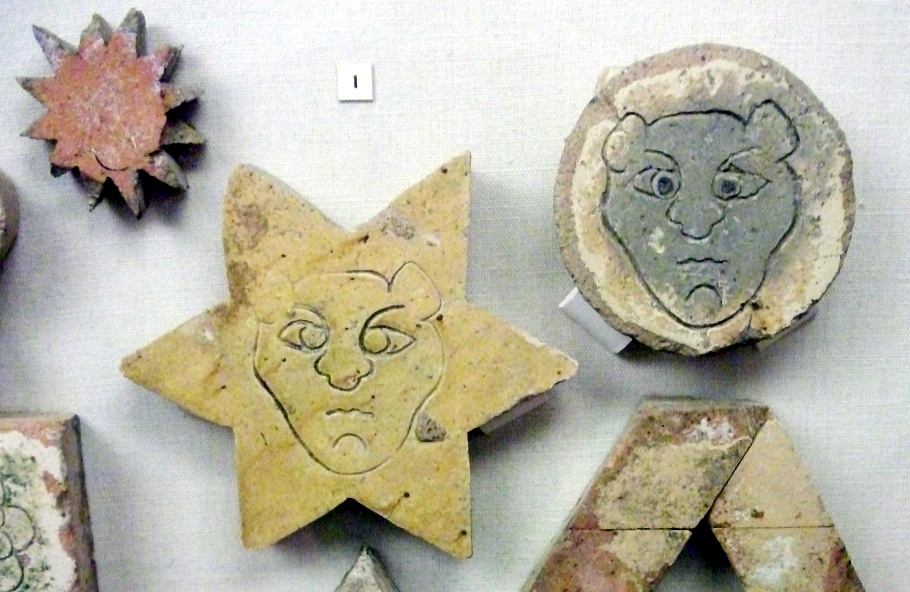
Piastrelle con linee impresse.